# Громов, Сергей Яковлевич
Сергей Яковлевич Громов (30 июля 1909, Костромская губерния — 11 февраля 1980, Кандалакша) — командир отделения взвода пешей разведки 316-го гвардейского стрелкового полка 102-й гвардейской Новгородской Краснознаменной ордена Суворова стрелковой дивизии 19-й армии 2-го Белорусского фронта, гвардии старшина — на момент представления к награждению орденом Славы 1-й степени.

## Биография
Родился 30 июля 1909 года в деревне Савино ныне Парфеньевского района Костромской области. Образование неполное среднее. После школы крестьянствовал вместе с отцом, обучился плотницкому мастерству. Работал в колхозе.
В 1931—1933 годах отслужил действительную службу в Красной Армии. После увольнения приехал работать в город Мурманск, работал плотником на строительстве порта. Зимой 1939 года вновь был призван в армию, участвовал в боях с белофиннами. В марте 1940 года вернулся в Мурманск.
В сентябре 1941 года был вновь призван в армию. Воевал на Карельском фронте. Как опытный солдат, старший сержант С. Я. Громов был назначен помощником командира взвода 715-го стрелкового полка. С первых боев зарекомендовал себя отважным и мужественным воином. Много раз он участвовал в разведке, ходил с боевыми группами в тыл противника.
14 марта 1944 года старший сержант Громов, хорошо зная местность, по собственной инициативе в районе обороны своей роты у реки Нижний Верман предложил организовать засаду на вражеских разведчиков. Он сам возглавил группу захвата, в которую вошло восемь бойцов. На засаду вышла группа вражеских солдат численность более 35 человек. Наши разведчики приняли неравный бой, обратили противника в бегство, уничтожили более 10 противников и захватили одного «языка». Группа Громова без потерь вернулась в своё расположение, пленный в штабе дал ценные показания. За этот бой был представлен командованием полка к награждению орденом Отечественной войны 2-й степени. Приказом по войскам 19-й армии от 11 апреля 1944 года старший сержант Громов Сергей Яковлевич награждён орденом Славы 3-й степени.
В октябре 1944 года началось наступление советских войск и в Карелии. Накануне наступления разведгруппа старшины Громова, обнаружив в тылу врага блиндаж, уничтожила 6 вражеских солдат, захватила «языка» и ценные документы. Во время боевых действий полка на Петсамском направлении с 7 по 27 октября 1944 года старшина Громов не раз возглавлял разведгруппы, которые добывали ценные сведения о противнике, обеспечивали успешное продвижение подразделений вперед. При прорыве немецкой обороны на горе Большой Кариквайвишь старшина Громов с бойцами блокировал, а затем и уничтожил противотанковыми гранатами мешающий наступлению вражеский дзот. В одной из вылазок захватил в плен сразу трех противников, среди которых был немецкий капитан — командир разведывательного отряда. За мужество и отвагу, проявленные во время наступательной операции 14-й отдельной армии Карельского фронта в октябре 1944 года был представлен командованием полка к награждению орденом Отечественной войны 1-й степени. Приказом от 27 ноября 1944 года старшина Громов Сергей Яковлевич награждён орденом Славы 2-й степени.
За отличие в боях полк, в котором служил С. Я. Громов, стал 316-м гвардейским. После окончания боев в северной Норвегии и короткого отдыха дивизию в начале 1945 года влили в состав 19-й армии 2-го Белорусского фронта, где она и приняла участие в Восточно-Померанской наступательной операции. 27 марта 1945 года 316-й гвардейский стрелковый полк прорывал укрепленные линии немецкой обороны в районе населенного пункта Циссау на подступах к городу Гдыне.
Гвардии старшина Громов со своим отделением разведчиков был в общей цепи атакующих. В этом бою разведчик Громов лично уничтожил восемь противников и в ближнем бою заставил сдаться в плен немецкого офицера. Во время штурма опорного пункта немцев в районе деревни Касскау Громов со своей группой разведчиков первый ворвался в траншею противника, завязал там рукопашный бой, чем в значительной степени способствовал захвату населенного пункта. На следующую ночь с напарником бесшумно подполз к вражескому дзоту и забросал его гранатами. Во время этого боя гвардии старшина Громов был тяжело ранен в голову, сделав перевязку, отказался уйти с поля боя. Он оставался со своими бойцами до тех пор, пока передовые штурмовые группы не вышли на побережье Балтийского моря.
Указом Президиума Верховного Совета СССР от 29 июня 1945 года за исключительное мужество, отвагу и бесстрашие, проявленные на заключительном этапе Великой Отечественной войны в боях с вражескими захватчиками гвардии старшина Громов Сергей Яковлевич награждён орденом Славы 1-й степени. Стал полным кавалером ордена Славы.
В июне 1945 года был демобилизован. Вернулся в город Мурманск, работал в порту матросом, плотником. Последние годы жил в городе Кандалакша. Скончался 11 февраля 1980 года.
Награждён орденами Cлавы 3-х степеней, медалями.